# Centre d'hébergement d'urgence
Pour les articles homonymes, voir CHU.

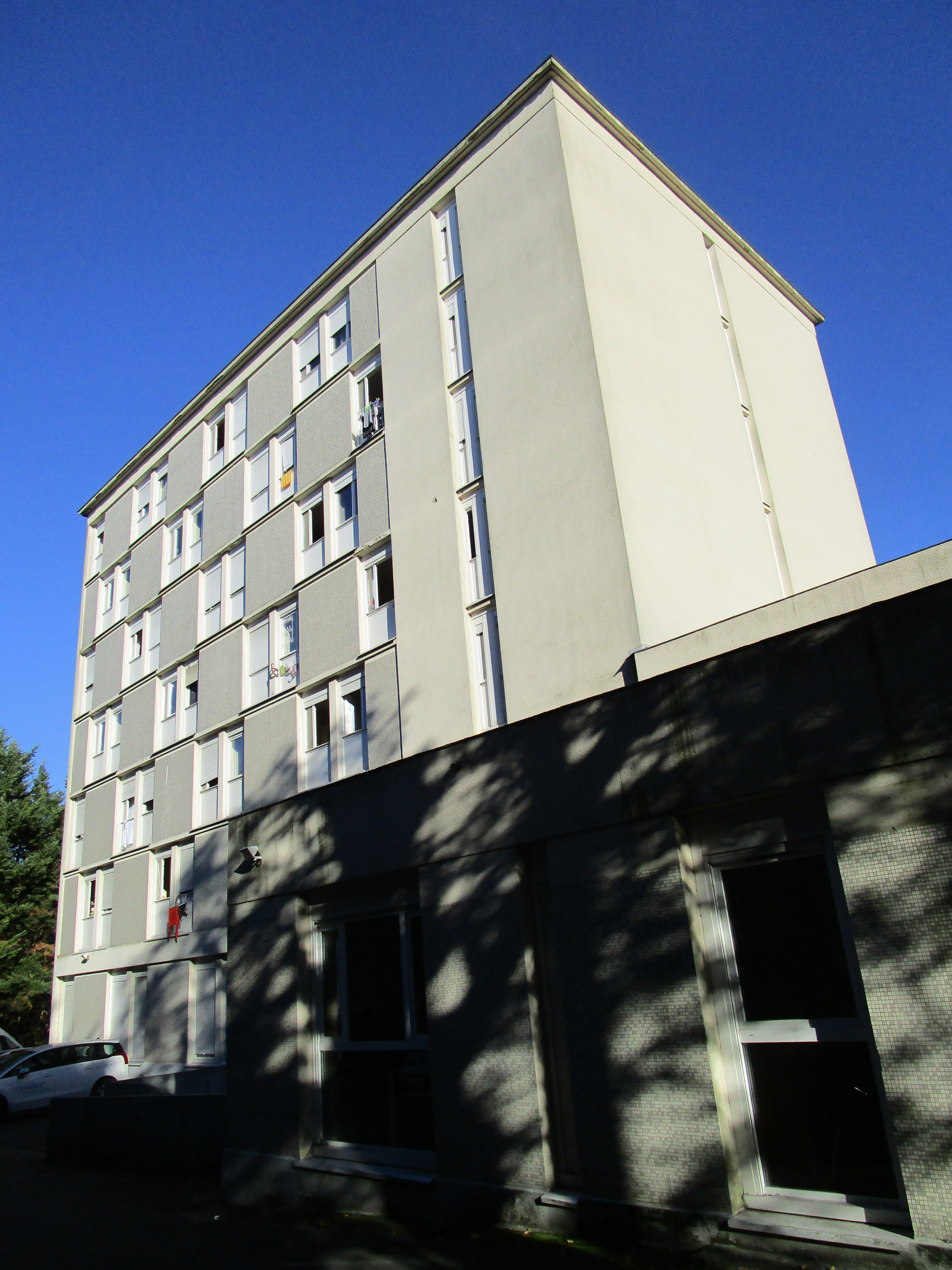
Centre d’hébergement pour demandeurs d'asile et sans-abris à Tours, dans le quartier de la Bergeonnerie.

Un Centre d'Hébergement d'Urgence (CHU) est une catégorie d'établissements sociaux intervenant dans le domaine de l'accueil, de l'hébergement et de la réinsertion sociale et professionnelle de toute personne sans domicile fixe. Il permet de mettre immédiatement à l’abri des personnes sans abri en situation de détresse médicale, psychique ou sociale. Il offre des prestations assurant le gîte, le couvert et l'hygiène, une première évaluation médicale, psychique et sociale et une orientation vers un professionnel ou une structure susceptible d'apporter à la personne l'aide justifiée par son état.

## Public accueilli
Toute personne sans abri en situation de détresse médicale, psychique ou sociale, isolée ou en famille. Il n'existe pas de conditions réglementaires de ressources. Il s’agit d’un accueil « inconditionnel », c’est-à-dire sans sélection des publics accueillis, et notamment sans condition de régularité du séjour.

## Durée de séjour
Conformément à l'article 4 de la loi DALO, le séjour dure aussi longtemps qu'une solution durable n'est pas proposée à la personne ou la famille, sauf si elle ne le souhaite pas ou enfreint le règlement intérieur du centre d’hébergement : « Toute personne accueillie dans une structure d’hébergement d’urgence doit pouvoir y demeurer, dès lors qu’elle le souhaite, jusqu’à ce qu’une orientation lui soit proposée. Cette orientation est effectuée vers une structure d’hébergement stable ou de soins, ou vers un logement, adaptés à sa situation. »

## Droits des personnes accueillies
Les droits fondamentaux des personnes accueillies sont identiques à ceux des autres catégories de publics accueillis ou accompagnés dans les autres catégories d’établissements et services sociaux et médico-sociaux (ESSMS).
Principaux texte de référence dans la loie française  L. 322-1 à L. 322-8, L. 345-2-2, L. 345-2-3 et L. 345-2-11 du code de l’action sociale et des familles.

## L'apport du secteur associatif
En France, de nombreuses associations et ONG humanitaires collaborent étroitement avec les pouvoirs publics sur les problématiques de l'accompagnement et de la réinsertion sociale. L'orientation des personnes dans le besoin est généralement gérée par le 115, qui est le numéro national d'assistance pour les sans-abri. La Fondation Abbé Pierre, le Secours Catholique, Secours Islamique France (SIF), Aurore, la Croix Rouge, le Secours Populaire, le Groupe SOS ou encore le Samu social sont autant d'exemples d'acteurs majeurs de l'hébergement d'urgence dans l'Hexagone.